# Santa Eulàlia de Peranera
Santa Eulàlia de Peranera és una església de Peranera al municipi de Pont de Suert (Alta Ribagorça) protegida com a Bé Cultural d'Interès Local.

## Descripció
Església d'una nau amb sagristia i capelles adossades que formen un edifici de molt baixa qualitat arquitectònica. La façana té una porta amb arc rebaixat, senzill rosetó per a il·luminació del cor i el campanar de cadireta de dues arcades de mig punt amb les respectives campanes.

## Història
Era sufragània de la de Sas. Sembla fals el document que fa esment dels homes de Sas i Peranera el 887 amb relació a Lavaix. A llevant hi ha l'ermita de Santa Margarida, romànica.